# Imre Henszlmann
Imre Henszlmann (Košice, 13 oktober 1813 - Boedapest, 5 december 1888) was een Hongaarse architect, professor aan de Loránd Eötvös-universiteit, en lid van de Hongaarse Academie voor Wetenschappen.
Hij was tevens begiftigd met de titel: Grondlegger van kunstwetenschappen en monumentenrenovatie in Hongarije.
Imre Henszlmann was samen met Ignác Fábry (bisschop van Košice van 1852 tot 1867) de drijvende kracht achter de restauratie van de kathedraal van Košice. Hij stond vanaf 1872 aan het hoofd van de « Tijdelijke Hongaarse Commissie voor monumenten », die vanaf 1877 tot 1896 de restauratie van de kathedraal als doel had.

## Publicaties
- Imre Henszlmann: Theorie des proportions appliquées dans l’architecture depuis la XIIe dynastie des rois égyptiens jusqu’au XVOe siècle. Par Emeric Henszlmann. Paris 1860.
- Imre Henszlmann: Méthodes des proportions dans l’architecture égyptienne, dorique et du Moyen Âge. Paris 1860.
- Imre Henszlmann: Pécsnek középkori régiségei / Fünfkirchens mittelalterliche Alterthumer. Pest: 1869 ff. - 1873.
- Imre Henszlmann: Die Grabungen des Erzbischofs von Kalocsa. Dr. Ludwig Haynald / geleitet, gezeichnet u. erkl. von Emrich Henszlmann. Leipzig: Haendel, 1873.
- Lajos Reissenberger; Imre Henszlmann: Monumenta Hungariae archeologica aevi medii / kiadja a Magyar Tudományos Akadémia archaeológiai bizottsága. Budapest: Magyar Tudományos Akadémia, 1883.
- Imre Henszlmann: A nagyszebeni és a székesfehérvári régi templom. Budapest 1883.
- Imre Henszlmann: A bécsi 1873. évi világ-tárlatnak Magyarországi kedvelőinek régészeti osztálya / írta Henszlmann Imre. Budapest: A Magyar Tudományos Akadémia Könyvk. Hivatala, 1876.

- Bibsys: 15034324
- Bibliothèque nationale de France: cb122141305 (data)
- Gemeinsame Normdatei: 121139093
- International Standard Name Identifier: 0000 0001 2279 8541
- Library of Congress Control Number: n92106455
- Nationale Bibliotheek van Tsjechië: nlk20010097680
- Nationale Bibliotheek van Polen: a0000001851383
- Nederlandse Thesaurus van Auteursnamen: 305072722
- Réseau des bibliothèques de Suisse occidentale: 02-A017385455
- Système universitaire de documentation: 154247790
- Union List of Artist Names: 500251622
- Virtual International Authority File: 51739269
- WorldCat: E39PBJwCVrRMtd8GG6TjTdTyh3